# Ostkustleden

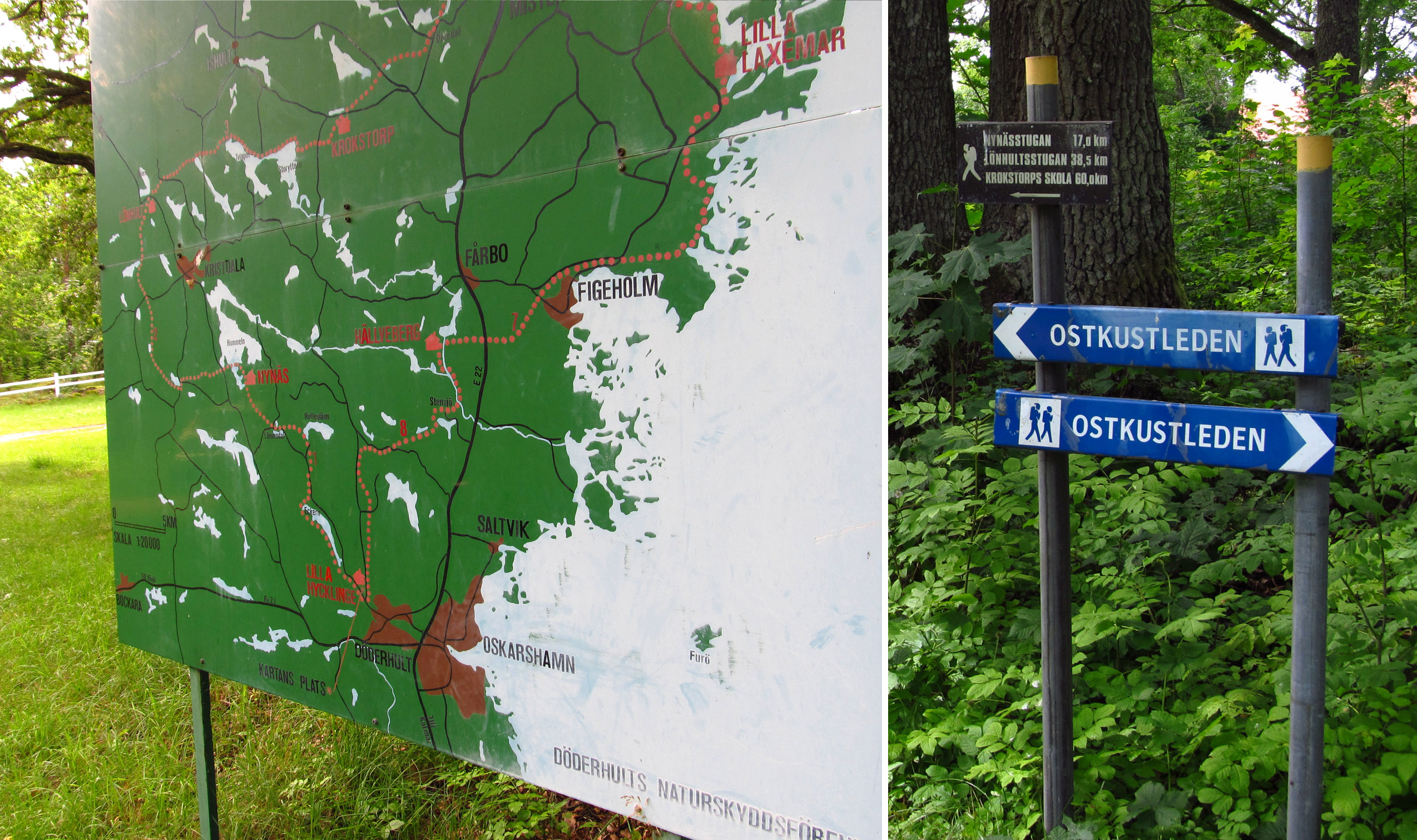

De Ostkustleden is een langeafstandswandelpad in Zweden. Het bewegwijzerde pad is ongeveer 141 kilometer lang en loopt door Småland, meer bepaald door de provincie Kalmar län. De wandelroute loopt door bossen, natuurreservaten en langs de Mörrumsån-rivier. 
De route werd gecreëerd in 1977 door natuurvereniging Döderhult en loopt in een lus van en naar Lilla Hycklinge ten noorden van Oskarshamn.